# 瓦努阿圖機動部隊
瓦努阿圖機動部隊（英語︰Vanuatu Mobile Force，簡稱VMF）是瓦努阿圖共和國實際上的國家軍隊，由300名志願者組成的小型機動部隊。其平日的主要任務是協助瓦努阿圖警察部隊，但是如果瓦努阿圖受到攻擊，那麼機動部隊將會充當第一道防線。1994年，瓦努阿圖機動部隊向巴布亞新幾內亞部署了50人，作為他們的第一個的聯合國維和任務。
瓦努阿圖機動部隊派出7人閱旗隊，參與在2015年9月3日在北京舉行的紀念中國人民抗日戰爭暨世界反法西斯戰爭勝利70周年大會。

## 指揮官名單
- 薩托·基爾曼 (1984 - 1986)[4]
- James Aru (? - ?)[5]
- Lieutenant Colonel Willie Vire (? - ?)[6]
- Lieutenant Colonel Job Esau (? - 2015)[7]
- Colonel Robson Iavro (2015 – 現今)[7]

## 裝備
步兵武器︰
| 名字          | 來源圖 | 種族       |  |
| ------------- | ------ | ---------- |  |
| 貝瑞塔92手槍  | 義大利 | 半自動手槍 |  |
| 史特林衝鋒槍  | 英国   | 衝鋒槍     |  |
| FAMAS突擊步槍 | 法國   | 突擊步槍   |  |
| L1A1 SLR      | 英国   | 戰鬥步槍   |  |